# Place du Théâtre-Français - printemps
Place du Théâtre-Français - printemps (Place du Théâtre-Français - lente) is een schilderij van de Franse impressionistische kunstschilder Camille Pissarro uit 1898, olieverf op doek, 65,5 x 81,5 centimeter. Het is het laatste deel uit een serie gezichten die hij in de winter en het voorjaar van 1898 schilderde van het plein vanuit het Hôtel du Louvre, naast het museum. Het is thans in bezit van de Hermitage te Sint-Petersburg.

## Context
Vanaf 1888 kreeg Pissarro in toenemende mate last van zijn ogen. Omdat hij buiten veel last had van de wind, werd hij gedwongen steeds meer binnen te werken. Dit leidde ertoe dat hij vooral taferelen begon te schilderen die hij gadesloeg door het open raam, aldus toch nog enigszins vasthoudend aan het uitgangspunt dat hij zijn leven lang had beleden: het schilderen 'en plein air'. Vanaf het midden der jaren 1890 nam hij daarbij voornamelijk het stadsleven tot thema. Op eenzelfde wijze waarop hij eerder de landschappen van Pontoise en Éragny had vereeuwigd, vanuit een hoger standpunt, schilderde hij nu bruggen, pleinen en boulevards in Rouen, Le Havre en vooral Parijs. Qua stijl keert hij in deze periode terug van het neo-impressionisme naar een meer soepele penseelhantering, waarbij hij vooral de wisselende effecten van licht en weer en de dynamiek van de moderne stad tracht te vangen.

## Afbeelding
In de winter en het voorjaar van 1898 schilderde Pissarro vanuit het Hôtel du Louvre diverse gezichten op het Place du Théâtre-Français te Parijs, thans Place André Malraux. Place du Théâtre-Français - printemps is het laatste werk uit de reeks. Pissarro schept hier een zonnig lentetafereel met beneden op het plein mensen die in en uit een door paarden getrokken tram stappen, wandelen of door een paardenkoets getrokken worden. De figuren zijn weliswaar in snelle streken neergezet, maar stuk voor stuk energiek afgebeeld als op zich zelf staande individuen: ieder leeft zijn eigen leven. Op de rechtertram staat een vrouw tegen de reling, iets verderop zitten mensen in open en gesloten koetsen. Iedereen is bezig, iedereen is in beweging. Het hoge gezichtspunt geeft de indruk alsof de kijker zelf vanuit het hotelraam het drukke stadsleven gadeslaat, hetgeen een enigszins melancholieke uitwerking heeft.
Aan het onderwerp en de toepassing van de verf is te zien dat Pissarro is teruggekeerd naar de oorspronkelijke impressionistische manier van schilderen. Hij verhoogt de spanning van het tafereel door een opvallend gebruik van de complementaire kleuren rood, groen, geel en blauw.

## Place du Théâtre-Français, andere versies

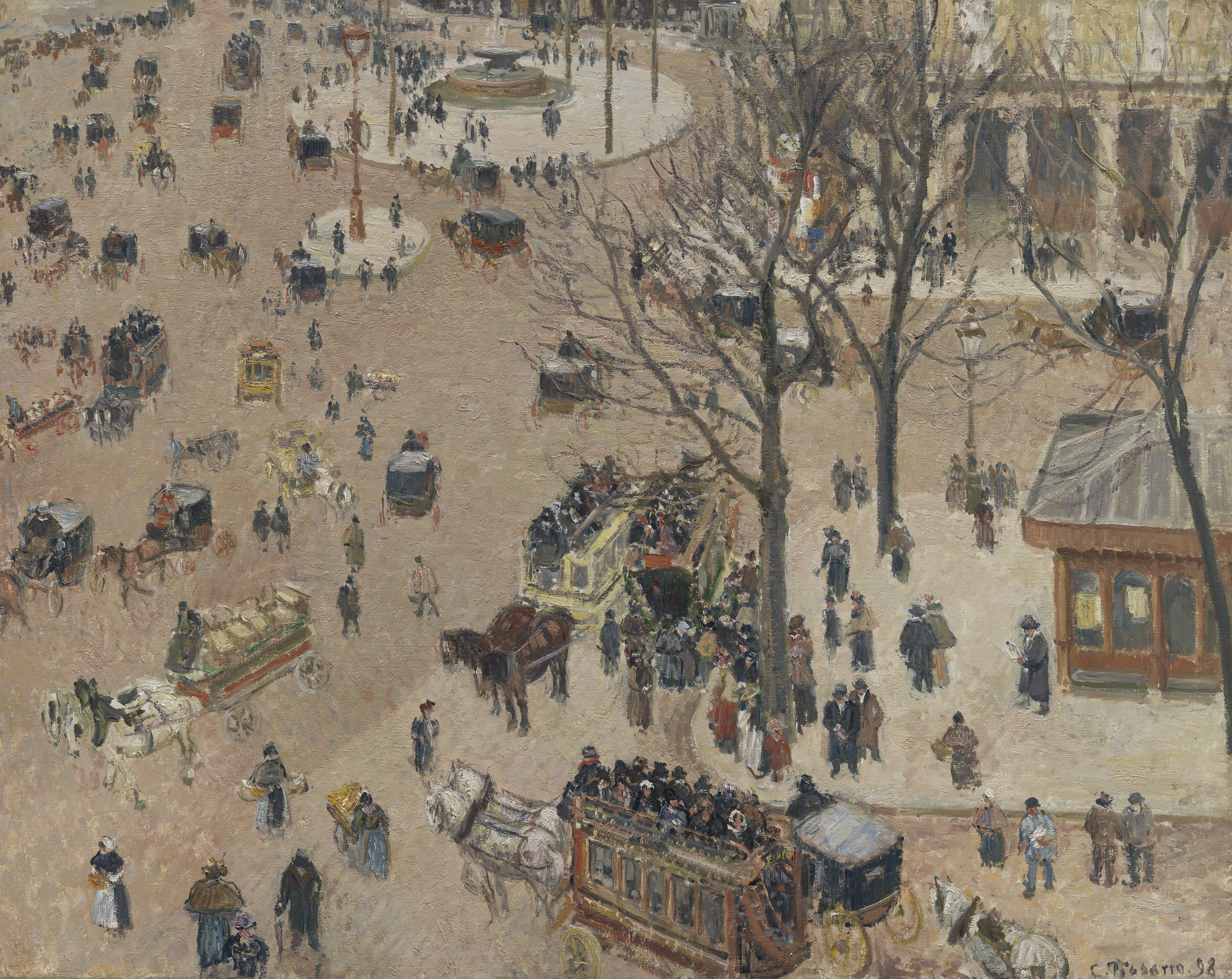
Place du Théâtre-Français
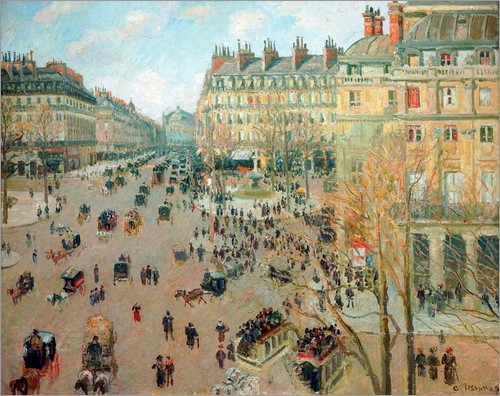
Place du Théâtre-Français - invloed van de zon
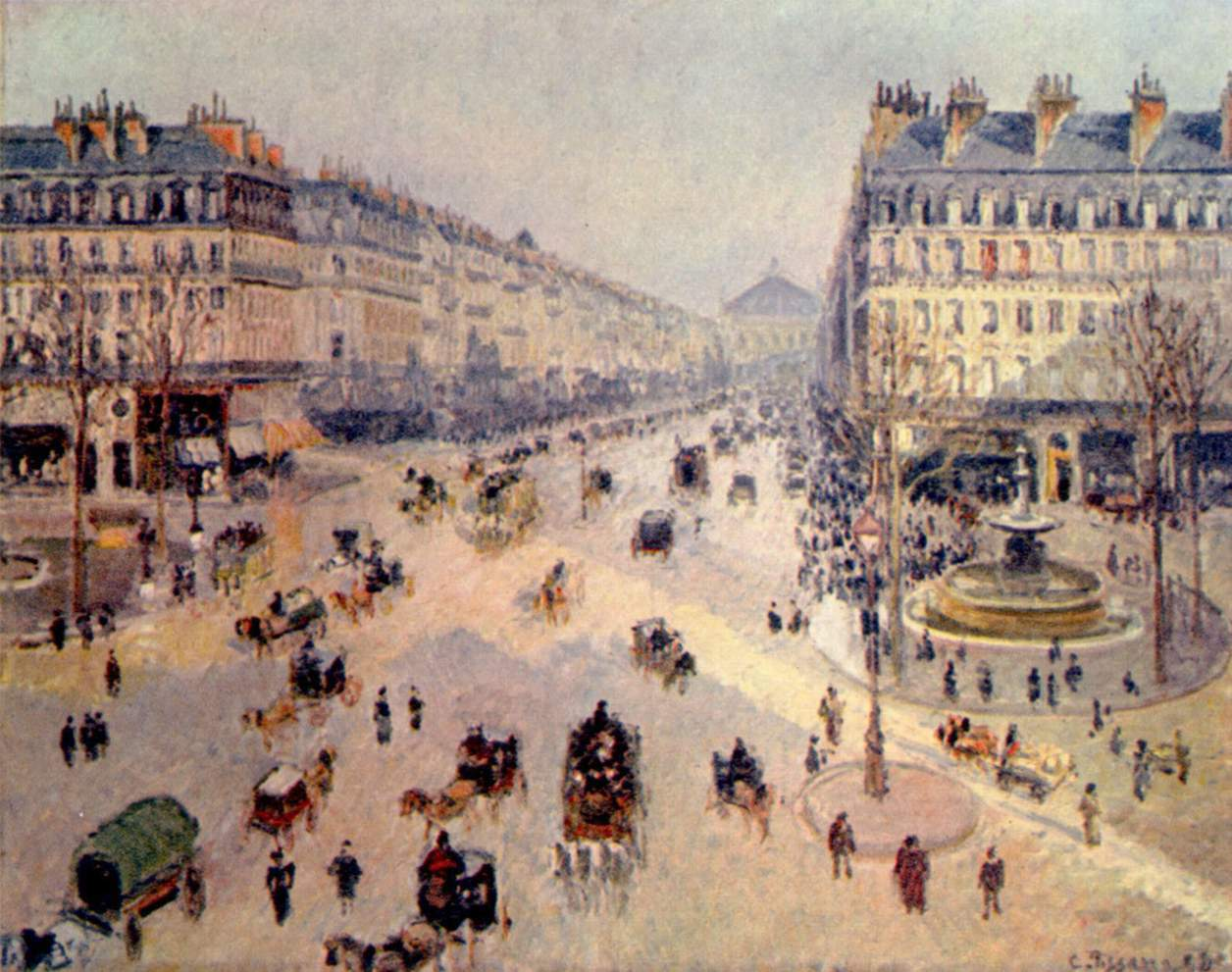
Place du Théâtre-Français - wintermiddag
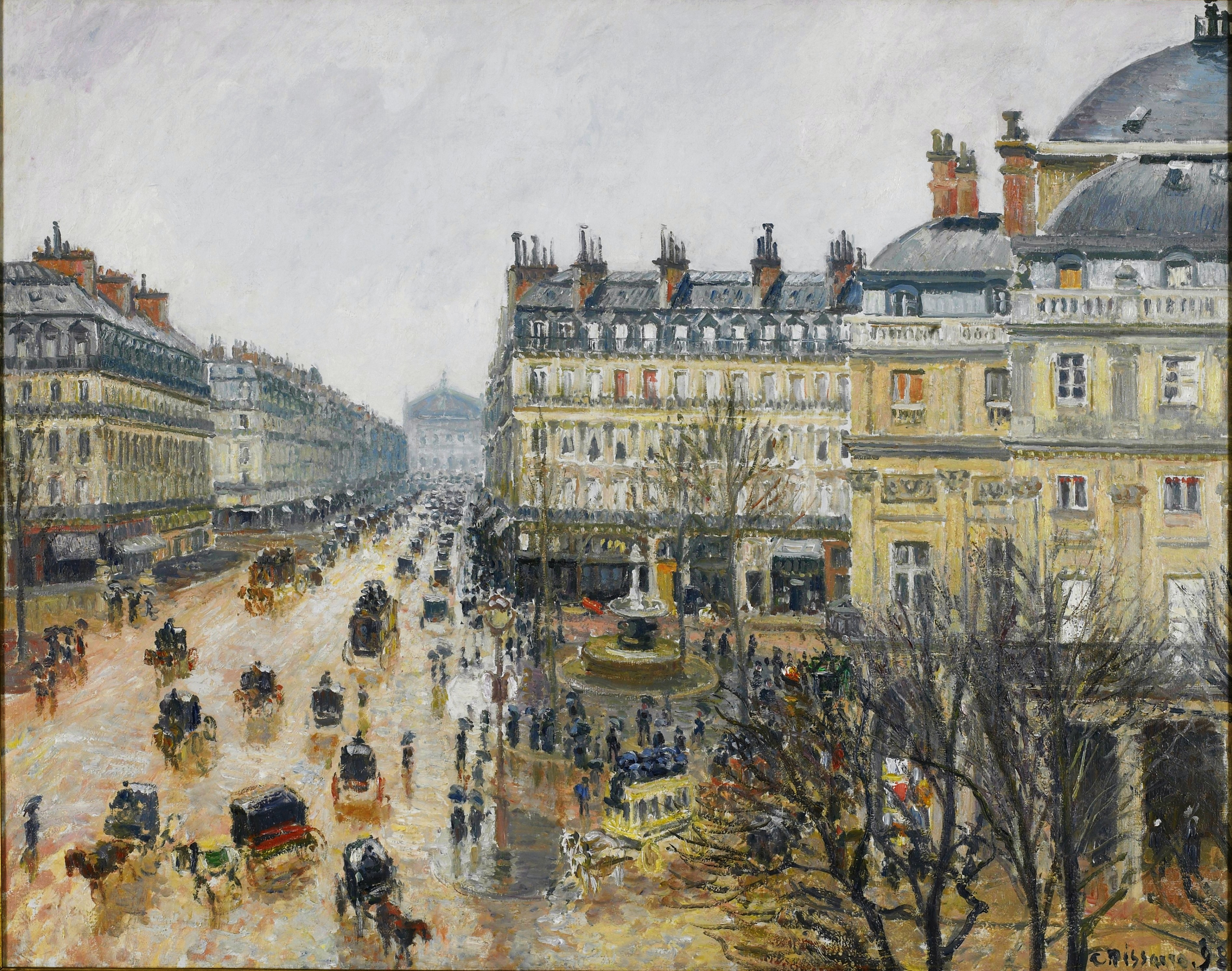
Place du Théâtre-Français - invloed van de regen
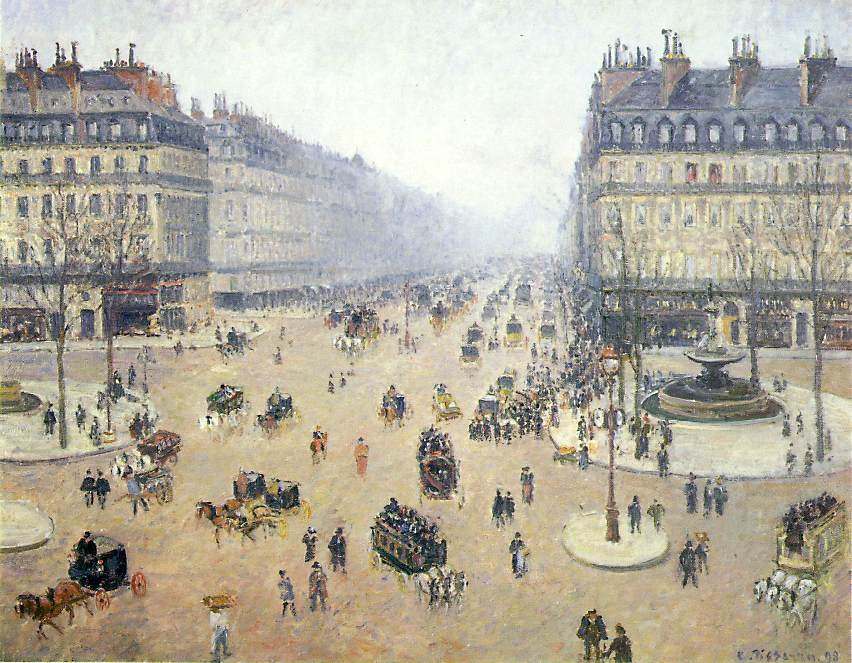
Place du Théâtre-Français - invloed van de mist